# Sasha Polakow-Suransky
Sasha Polakow-Suransky (* 3. April 1979 in Südafrika) ist ein Philosoph, Journalist und Buchautor. Er war unter anderem Redakteur bei der Zeitschrift Foreign Affairs.
Seine Eltern hatten in Südafrika gelebt, bis sie emigrieren mussten, weil sie aktive Gegner der Apartheid waren. Sie flohen 1973 und ließen sich in Michigan nieder. Sasha Polakow-Suransky erhielt 2002 ein Stipendium an der Brown University. Er erwarb einen Bachelor’s degree in „History and Urban Studies“ (dtsch. Geschichte und Urbanistik). Polakow-Suransky promovierte 2007 mit der Arbeit The Unspoken Alliance: Israel and Apartheid South Africa, 1960-1994. Doktorvater war William Beinart an der Universität Oxford über die politischen Beziehungen zwischen Israel und Südafrika. Am 25. Mai 2010 stellte der Verlag Pantheon das Buch The Unspoken Alliance: Israel's Secret Relationship with Apartheid South Africa. der Öffentlichkeit vor. Er beschrieb, wie sich Israel in der Zeit nach dem Sechstagekrieg mit dem Apartheidregime in Südafrika verbündete und einen regen Austausch von Waren und Waffen stattfand. Unter den Belegen befand sich ein Dokument aus dem Jahre 1975, in dem Schimon Peres, damals Außenminister, Südafrika Nuklearsprengköpfe in drei Größen anbot. Der Deal kam nicht zustande, weil Südafrika auf konventionelle Waffen zurückgriff. Die Arbeit von Sasha Polakow-Suransky fand ein internationales Echo in den Medien. Peres dementierte.
Sein älterer Bruder Shael Polakow-Suransky ist der oberste Leiter der Bildungsabteilung von New York City.

## Werke
- The Unspoken Alliance: Israel and Apartheid South Africa, 1960-1994., D. Phil. thesis, University of Oxford. 2007.
- The Unspoken Alliance: Israel's Secret Relationship with Apartheid South Africa. Pantheon, Erste Auflage, 25. Mai 2010, ISBN 978-0375425462.
- Go Back to Where You Came From: The Backlash Against Immigration & the Fate of Western Democracy. C. Hurst, London 2017, ISBN 978-1-84904-909-2.